# Enrique Pardo
Enrique Pardo (???? – Buenos Aires, Argentina, 31 de agosto de 1980) fue un dirigente de fútbol argentino que se desempeñó como presidente del Club Atlético River Plate.

## Biografía
Fue tesorero del club en 1943, mientras que de 1945 a 1949 fue vicepresidente. Su presidencia destaca por ser una etapa gloriosa en la que el club consiguió cuatro campeonatos, tres, de forma consecutiva.

## Palmarés

### Como presidente
| Título           | Club        | País      | Año  |
| ---------------- | ----------- | --------- | ---- |
| Primera División | River Plate | Argentina | 1953 |
| Primera División | River Plate | Argentina | 1955 |
| Primera División | River Plate | Argentina | 1956 |
| Primera División | River Plate | Argentina | 1957 |